# Vini Zabù
Vini Zabù war ein italienisches Radsportteam.

## Organisation
Manager des 2009 gegründeten Teams war Angelo Citracca, Sportlicher Leiter Luca Scinto.
Gesponsert wurde das Team 2009 und 2010 von dem ukrainischen Stahlhersteller Industrieunion Donbass (ISD) und dem italienischen Stahlwerks-Anlagenbauer Danieli. ISD stieg zum Ablauf der Saison 2010 aus dem Sponsoring des Teams aus und unterstützte 2011 bis 2012 das Team Lampre-ISD. Hauptsponsor war von 2011 bis 2013 Farnese Vini, im letzten Jahr unter dem Markennamen Vini Fantini. Zweiter Namenssponsor war 2012 und 2013 der Radsattelhersteller Selle Italia. Nach den beiden Dopingfällen Mauro Santambrogio und Danilo Di Luca und dem Ausstieg des Sponsors Vini Fantini wurde das Team 2014 von der Lebensmittelfirma Neri Sottoli, der Radmarke Cipollini und vom Textilunternehmen Alé unterstützt.

Trikot in der Saison 2012

Teambetreiber war bis zum Jahr 2013 die britische Firma Croft Sport Ltd mit Sitz in London. Im Jahr 2014 übernahm die italienische Firma Yellow Fluo Pro Cycling Team Srl mit Sitz in Pistoia den Betrieb. Der Name Yellow Fluo wurde umgangssprachlich schon vor der Saison 2014 verwendet und spielte auf das fluoreszierende Gelb der Teamtrikots an. In der Saison 2016 wurde die irische Firma Thacor Limited neuer Teambetreiber.
Das Team trat 2014 dem Mouvement Pour un Cyclisme Crédible bei. Die Mitgliedschaft wurde aber im November des Jahres bis Oktober 2015 nach Diskussionen über den teaminternen Dopingfall Matteo Rabottini suspendiert. Die Lizenzkommission der Union Cycliste Internationale erteilte dem Team am 10. Dezember 2014 die Professional-Continental-Lizenz für 2015 unter der Auflage einer strikten Kontrolle durch die Cycling Anti-Doping Foundation.
Luca Scinto trat zum Saisonende 2014 aus dem Teammanagement zurück. Der Namenssponsor Neri Sottoli unterstützte das Team zwar über das Jahr 2014 hinaus, engagierte sich jedoch vermehrt bei der nach dem ehemaligen italienischen Radprofi und Nationaltrainer Franco Ballerini benannten Nachwuchsmannschaft. Neuer Namensgeber des Teams, das Alessandro Petacchi verpflichtete, wurde der chinesische Stahlproduzent Southeast.
Zur Saison 2016 wurde zunächst das venezolanische Sportministerium zweiter Hauptsponsor und die Mannschaft in Southeast-Venezuela umbenannt. Zum Projekt sollte auch ein südamerikanisches U23- und ein Frauenteam gehören. Ab Mai 2016 wurde Venezuela durch den Fahrradhersteller Wilier Triestina als Namenssponsor abgelöst.
Infolge von Recherchen der italienischen Tageszeitung Corriere della Sera wurden dem Team 2016 vorgeworfen die Regeln zum Mindestentgelt bei Professional Continental Teams zu umgehen, indem die Fahrer erhaltene Gehälter auf andere Konten zurückzahlen. Eine Untersuchung des Comitato Olimpico Nazionale Italiano endete im November 2016 mit dem Freispruch des Managers Angelo Citracca. Die Verteidigung erklärte, Fahrer seien lediglich legaler Weise in die Akquise von Kleinsponsoren einbezogen worden.
Zur Saison 2019 wurde Neri Sottoli wie schon im Jahr 2014 erster Namenssponsor. Ihm folgte 2010 Vini Zabù .
Nach zwei positiven Dopingtests der Fahrer Matteo De Bonis und Matteo Spreafico sperrte die UCI das Team am 19. April 2021 rückwirkend ab dem 8. April 2021 für 30 Tage. Das Team zog sich ab Anfang April selbst vorläufig aus dem Rennbetrieb zurück und verzichtete auf die Wildcard für den Giro d’Italia 2021. Nach dem Rückzug des Hauptsponsors Vini Zabù  wurde die Mannschaft zur Saison 2022 nicht mehr bei der UCI registriert.

## Platzierungen in UCI-Ranglisten

### Weltranglisten
UCI World Ranking
| Saison | Mannschaftswertung | Einzelwertung           |
| ------ | ------------------ | ----------------------- |
| 2019   | 29.                | Giovanni Visconti (76.) |
| 2020   | 30.                | Lorenzo Roto (153.)     |
| 2021   | 81.                | Jakub Mareczko (408.)   |

UCI World Calendar
| Saison | Mannschaftswertung | Einzelwertung         |
| ------ | ------------------ | --------------------- |
| 2009   | 34.                | Igor Abakoumov (246.) |
| 2010   | -                  | -                     |

### Kontinentale Ranglisten bis 2018
UCI Africa Tour
| Saison | Mannschaftswertung | Einzelwertung        |
| ------ | ------------------ | -------------------- |
| 2018   | 11.                | Jakub Mareczko (62.) |

UCI America Tour
| Saison    | Mannschaftswertung | Einzelwertung          |
| --------- | ------------------ | ---------------------- |
| 2009      | 21.                | Andrij Hrywko (102.)   |
| 2010-2011 | -                  | -                      |
| 2012      | 20.                | Rafael Andriato (42.)  |
| 2013      | 13.                | Rafael Andriato (122.) |
| 2014      | 15.                | Rafael Andriato (81.)  |
| 2015      | 23.                | Jakub Mareczko (65.)   |
| 2016      | 27.                | Yonder Godoy (201.)    |
| 2017      | 49.                | Julen Amezqueta (395.) |
| 2018      | -                  | -                      |

UCI Asia Tour
| Saison | Mannschaftswertung | Einzelwertung             |
| ------ | ------------------ | ------------------------- |
| 2009   | 40.                | Denys Kostjuk (161.)      |
| 2010   | 22.                | Pierpaolo De Negri (108.) |
| 2011   | 5.                 | Andrea Guardini (8.)      |
| 2012   | 10.                | Andrea Guardini (3.)      |
| 2013   | 11.                | Francesco Chicchi (15.)   |
| 2014   | 52.                | Francesco Chicchi (144.)  |
| 2015   | 5.                 | Jakub Mareczko (2.)       |
| 2016   | 16.                | Jakub Mareczko (18.)      |
| 2017   | 2.                 | Jakub Mareczko (3.)       |
| 2018   | 5.                 | Jacopo Mosca (11.)        |

UCI Europe Tour
| Saison | Mannschaftswertung | Einzelwertung           |
| ------ | ------------------ | ----------------------- |
| 2009   | 5.                 | Giovanni Visconti (1.)  |
| 2010   | 3.                 | Giovanni Visconti (1.)  |
| 2011   | 6.                 | Giovanni Visconti (1.)  |
| 2012   | 14.                | Oscar Gatto (41.)       |
| 2013   | 7.                 | Francesco Chicchi (25.) |
| 2014   | 4.                 | Mauro Finetto (5.)      |
| 2015   | 9.                 | Manuel Belletti (13.)   |
| 2016   | 13.                | Filippo Pozzato (38.)   |
| 2017   | 33.                | Manuel Belletti (162.)  |
| 2018   | 45.                | Simone Velasco (345.)   |

UCI Oceania Tour
| Saison    | Mannschaftswertung | Einzelwertung      |
| --------- | ------------------ | ------------------ |
| 2009      | 17.                | Simon Clarke (30.) |
| 2010-2018 | -                  | -                  |

* Mauro Santambrogio wurde von der UCI suspendiert.